# Skorenovac
Skorenovac (cyr. Скореновац, węg. Székelykeve, niem. Skorenowatz) – wieś w Serbii, w Wojwodinie, w okręgu południowobanackim, w gminie Kovin. W 2011 roku liczyła 2354 mieszkańców.

## Geografia
Największe miejscowości położone w pobliżu miasta to: Kovin (6 km), Smederevo (17 km), Pančevo (30 km) i Belgrad (46 km). Współrzędne geograficzne Skorenovaca to 44°45′42.9″N 20°54′20.72″E.

## Historia

### Zarys dziejów miejscowości
Wieś powstała jako Gyurgyova-Rádayfalva (Đurđevo) w latach 1869 a 1886, pomiędzy Banatskim Brestovacem a rzeką Dunaj. W 1869 roku liczba mieszkańców miejscowości wynosiła 396. W 1883 roku dzięki przybyciu rodzin z wielu miejscowości (m.in. rodziny pochodzenia węgierskiego) Đurđevo stało się pierwszym skupiskiem Szeklerów, a liczba rodzin mieszkających wynosiła 645 co dawało około 2000 mieszkańców.
W 1886 roku mieszkańcy miejscowości przenieśli się na tereny położone w pobliżu dzisiejszego Skornevaca i Iwanowa. Przyczyną zmiany zamieszkania było nadmierne wylewanie wody przez Dunaj.
W 1886 roku założono Skorenovac, który w tamtym okresie nosił nazwę Székelykeve. Wieś należała wówczas do powiatu Torontál, który leżał w Królestwie Węgier. W 1912 roku miejscowość należała już do powiatu Temes. W 1888 roku we wsi było 506 domów, a w 1910 roku 685 domów.
Nazwa Székelykeve pokazywała, że większość mieszkańców pochodziła z rodziny węgierskich Szeklerów z okolic Bukowiny, pozostała ludność była głównie narodowości niemieckiej i bułgarskiej.

### Historyczne nazwy wsi
- Nagygyörgyfalva (1883–1886)
- Székelykeve (1886–1922)
- Skorenovac (od 1922)
- Skorenowatz (używana przez pewne okresy czasu)

## Liczba ludności i główne grupy etniczne

### Tabela 1
| 1910 | 4541 | Węgrzy | 73,31% | Niemcy   | 11,94% | Bułgarzy      | 9,69% | Słowacy       | 2,53% | Serbowie | 1,26% |  |
| 1921 | 4195 | Węgrzy | 81,83% | Bułgarzy | 10,27% | Niemcy        | 7,34% | Serbowie      | 0,36% | Słowacy  | 0,05% |  |
| 1948 | 4465 | Węgrzy | 84,46% | Bułgarzy | 11,22% | Serbowie      | 3,18% | Niemcy        | 0,70% | Słowacy  | 0,05% |  |
| 1991 | 3213 | Węgrzy | 80,36% | Serbowie | 9,40%  | Jugosłowianie | 3,36% | Bułgarzy      | 2,53% | Niemcy   | 0,15% |  |
| 2002 | 2501 | Węgrzy | 86,71% | Serbowie | 5,47%  | Bułgarzy      | 2,99% | Jugosłowianie | 1,04% | Niemcy   | 0,07% |  |

### Tabela 2
| Rok             | 1869 | 1875 | 1880 | 1900 | 1910 | 1915 | 1921 | 1931 | 1936 |
| Liczba ludności | 396  | ?    | 298  | 3399 | 4541 | 4486 | 4195 | 4099 | 4366 |
| Gospodarstwa    | ?    | 265  | ?    | 664  | 853  | ?    | 847  | 927  | ?    |
| Rok             | 1939 | 1942 | 1948 | 1953 | 1961 | 1971 | 1981 | 1991 | 2002 |
| Ludność         | 4271 | 4464 | 4465 | 4403 | 4306 | 4021 | 3731 | 3213 | 2501 |
| Gospodarstwa    | ?.   | 1020 | 1069 | 1105 | 1143 | 1119 | 1328 | 1086 | ?    |

## Galeria zdjęć

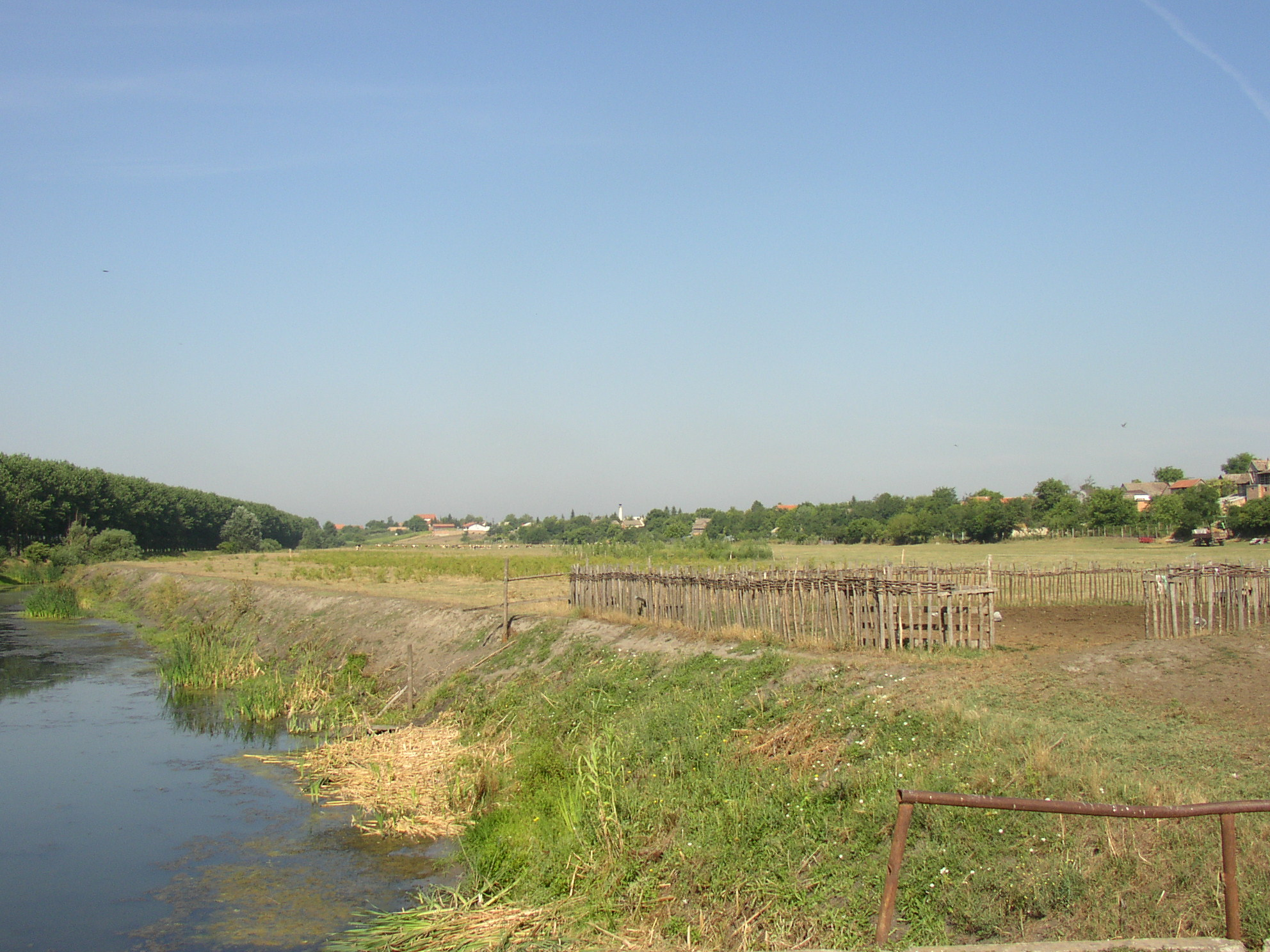
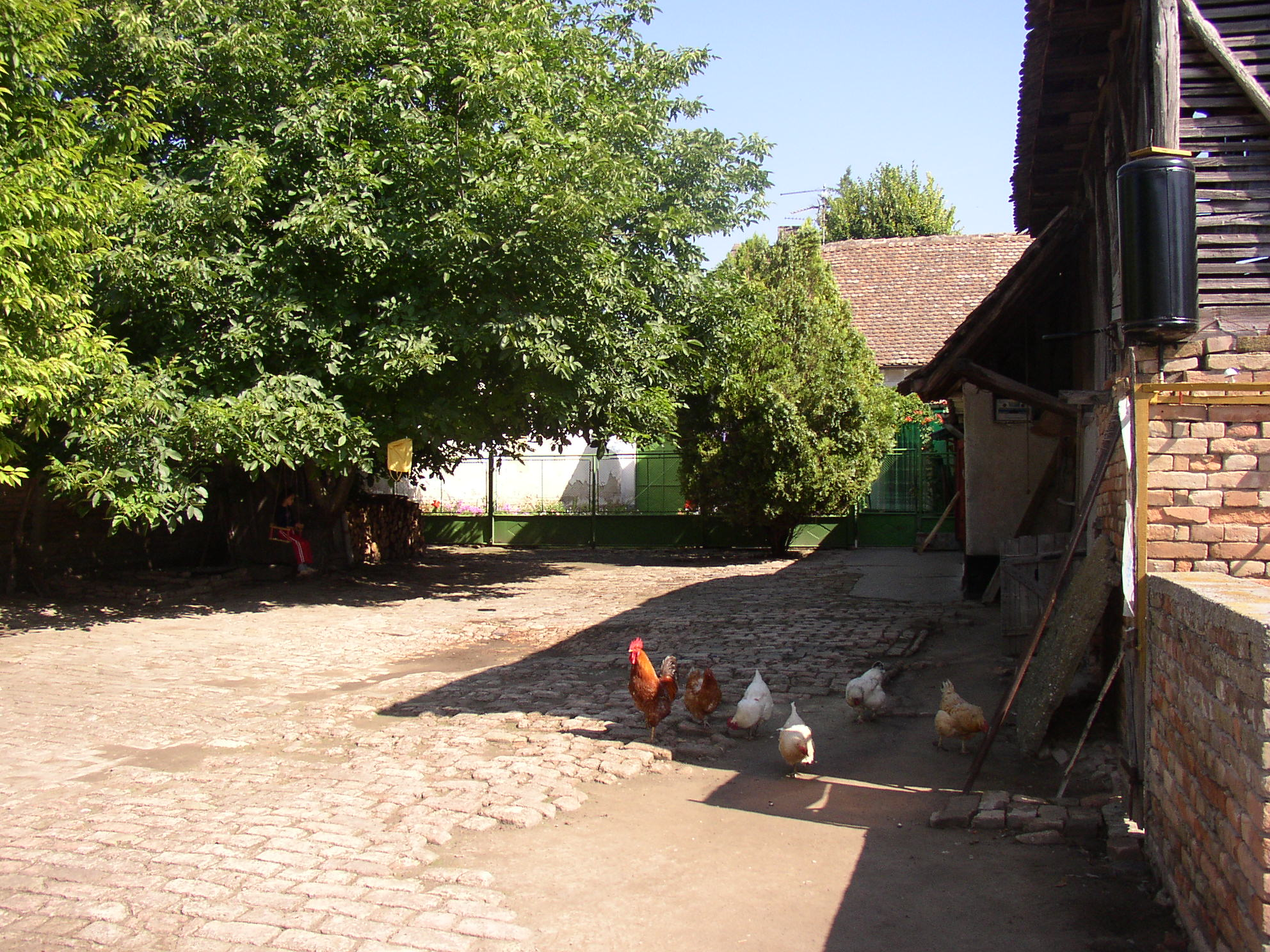
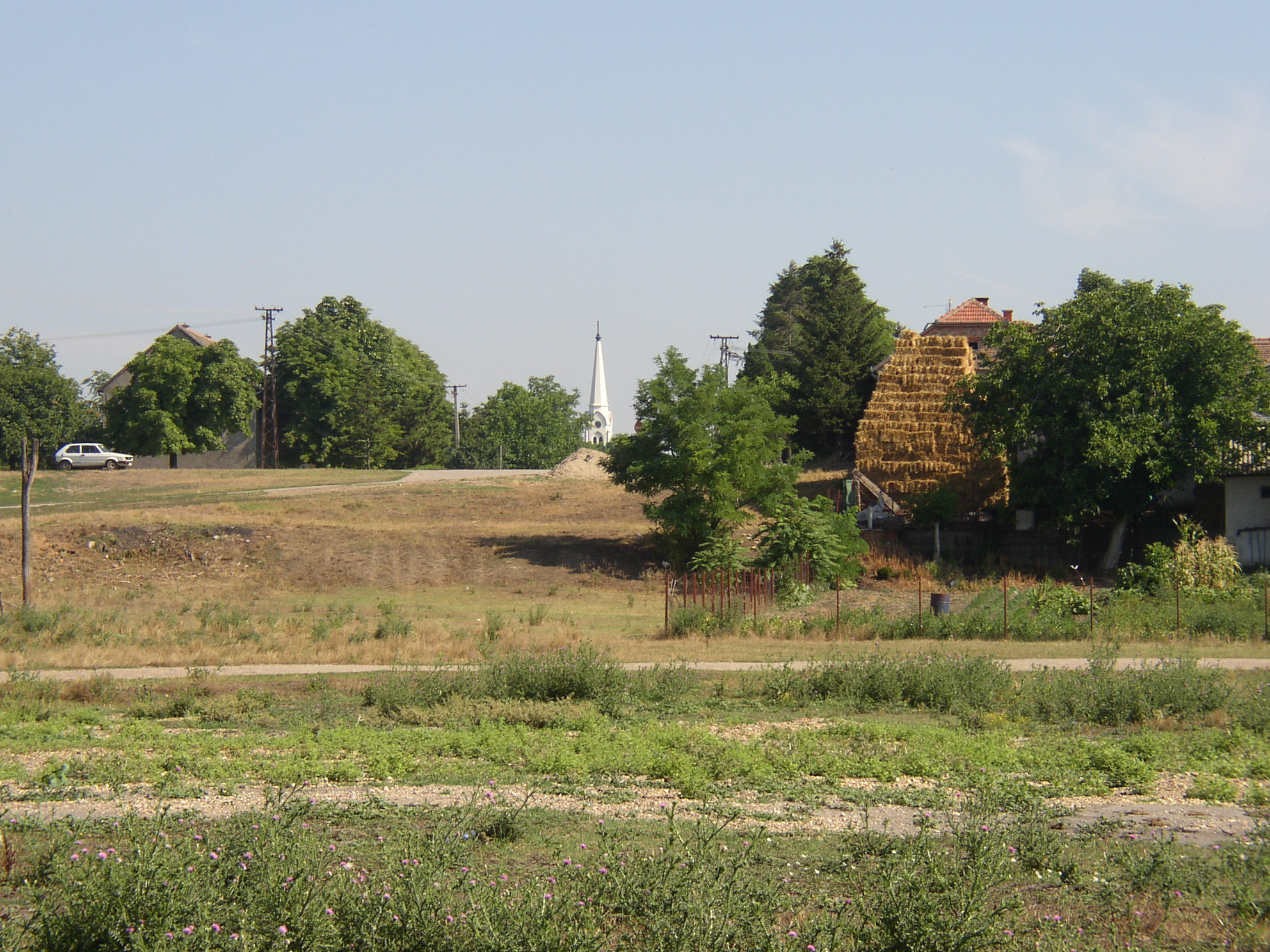
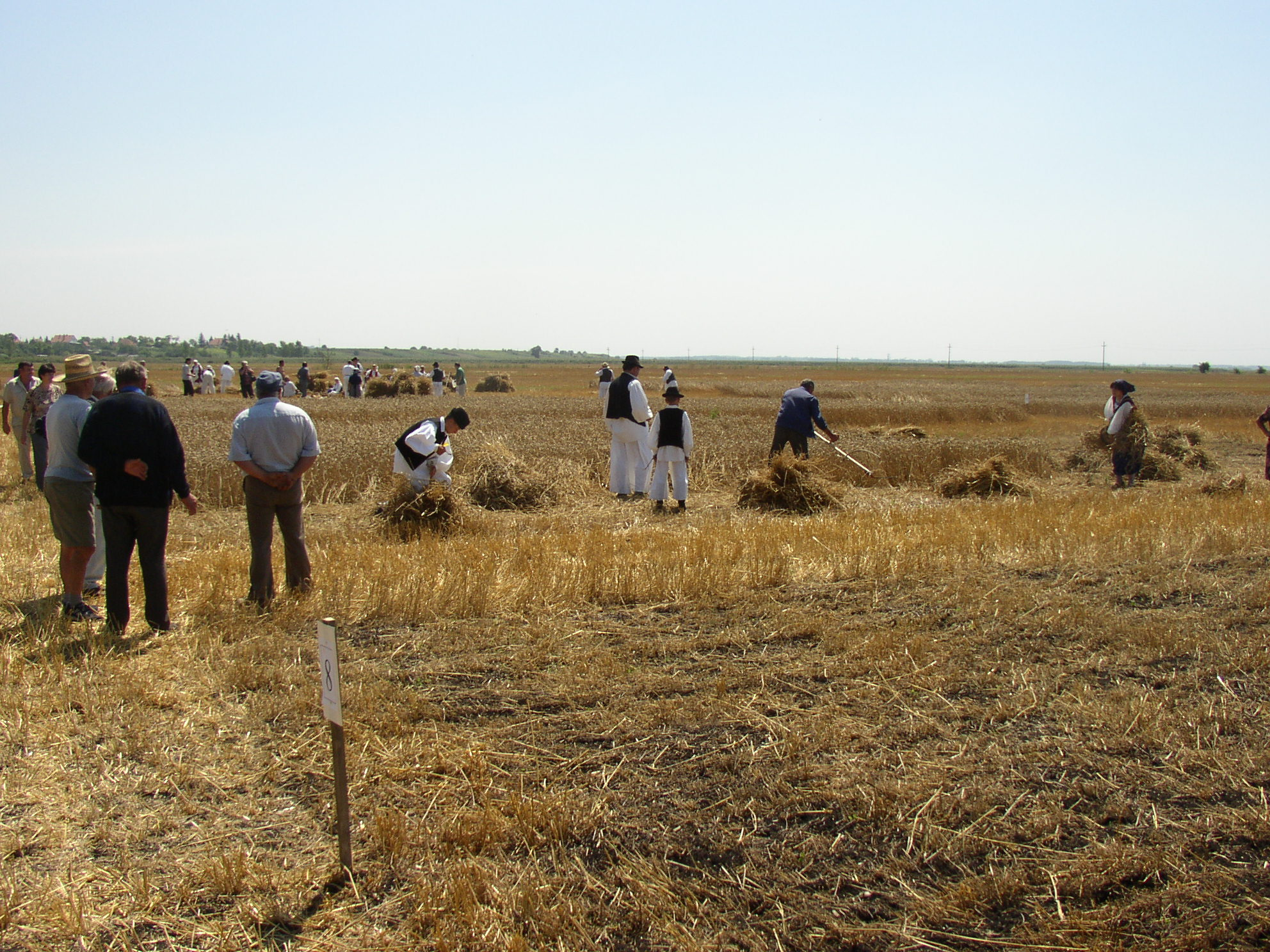
Żniwa
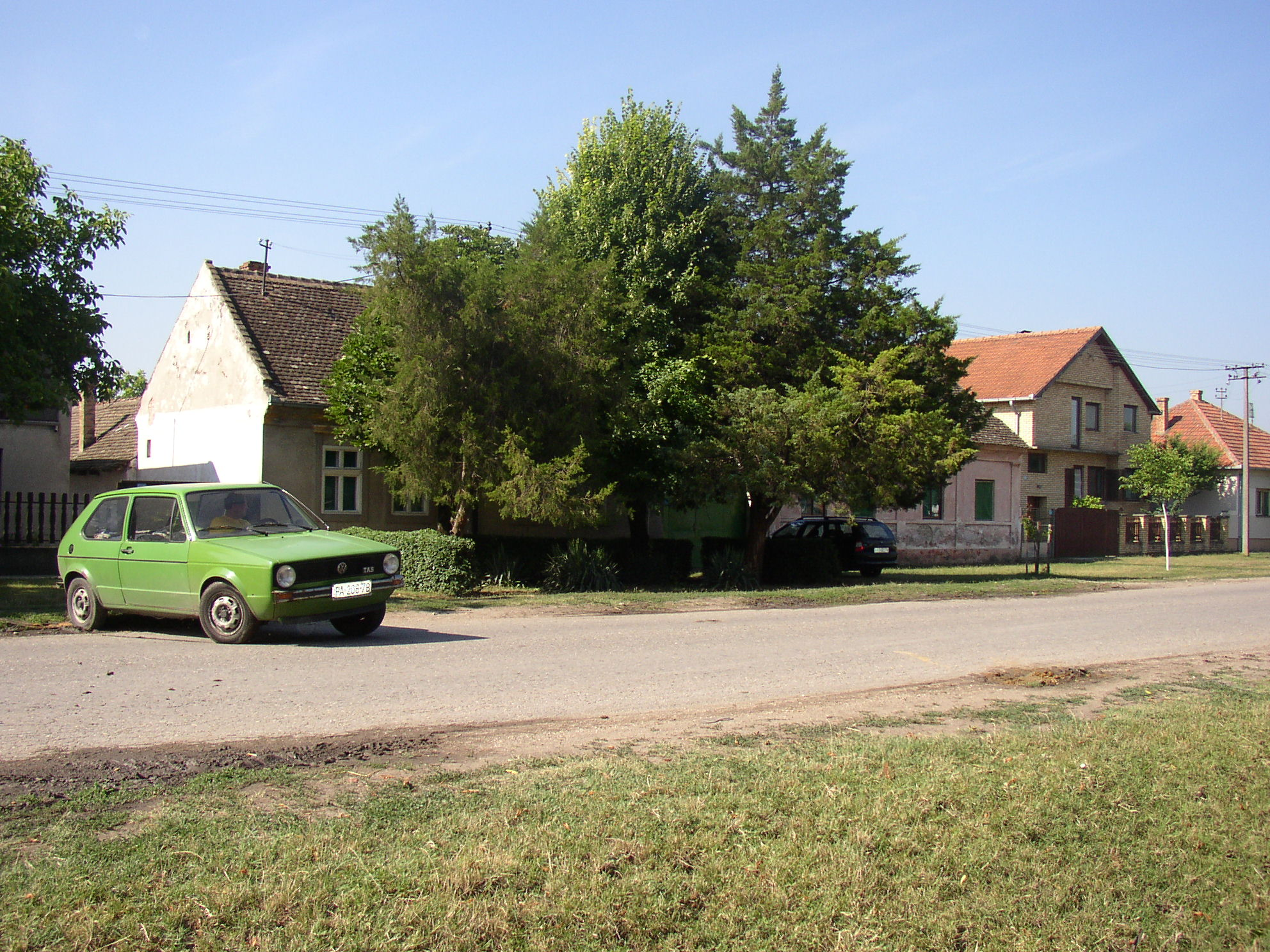
Główna ulica miejscowości
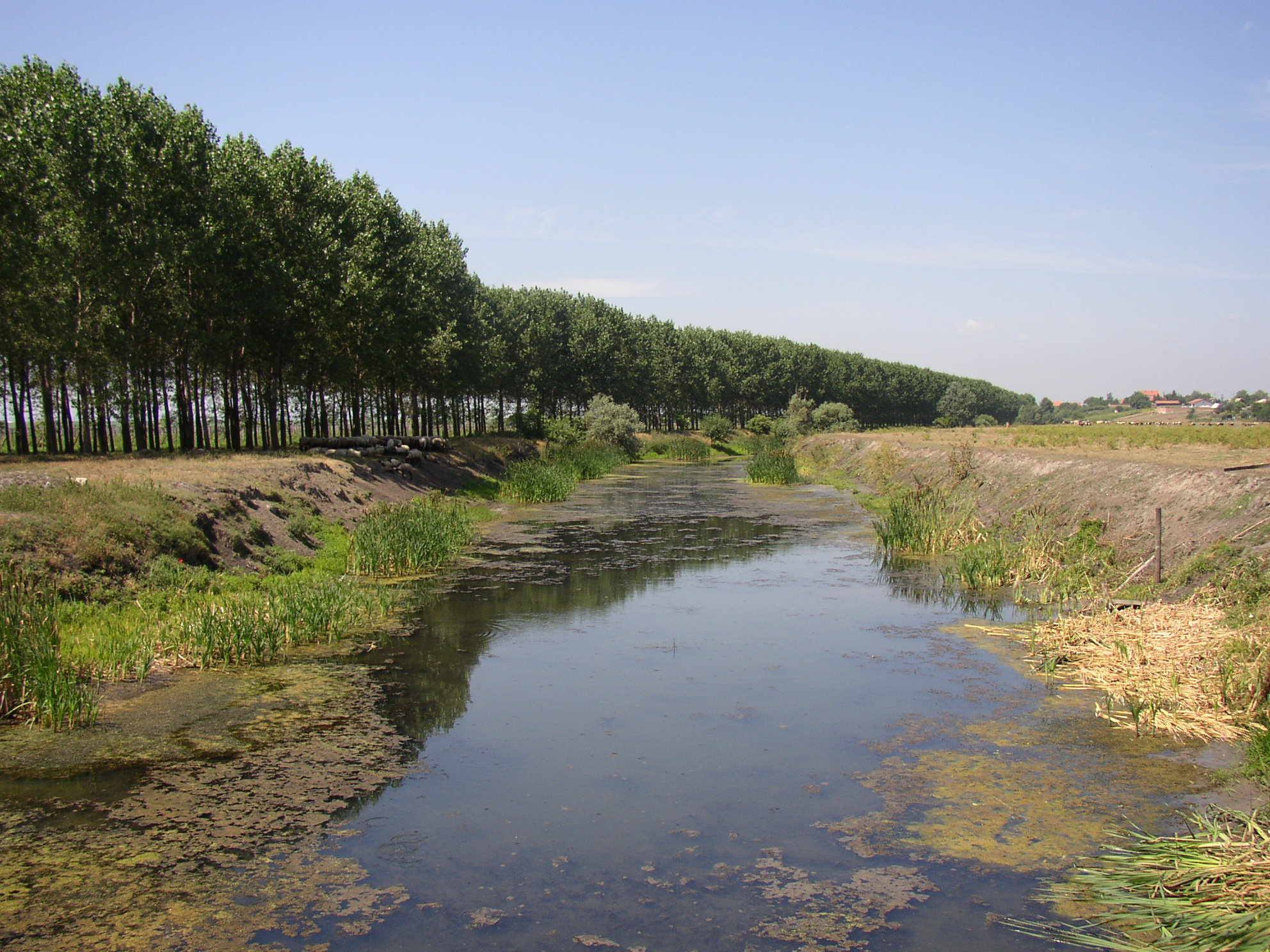
DTD Channel near Skorenovac
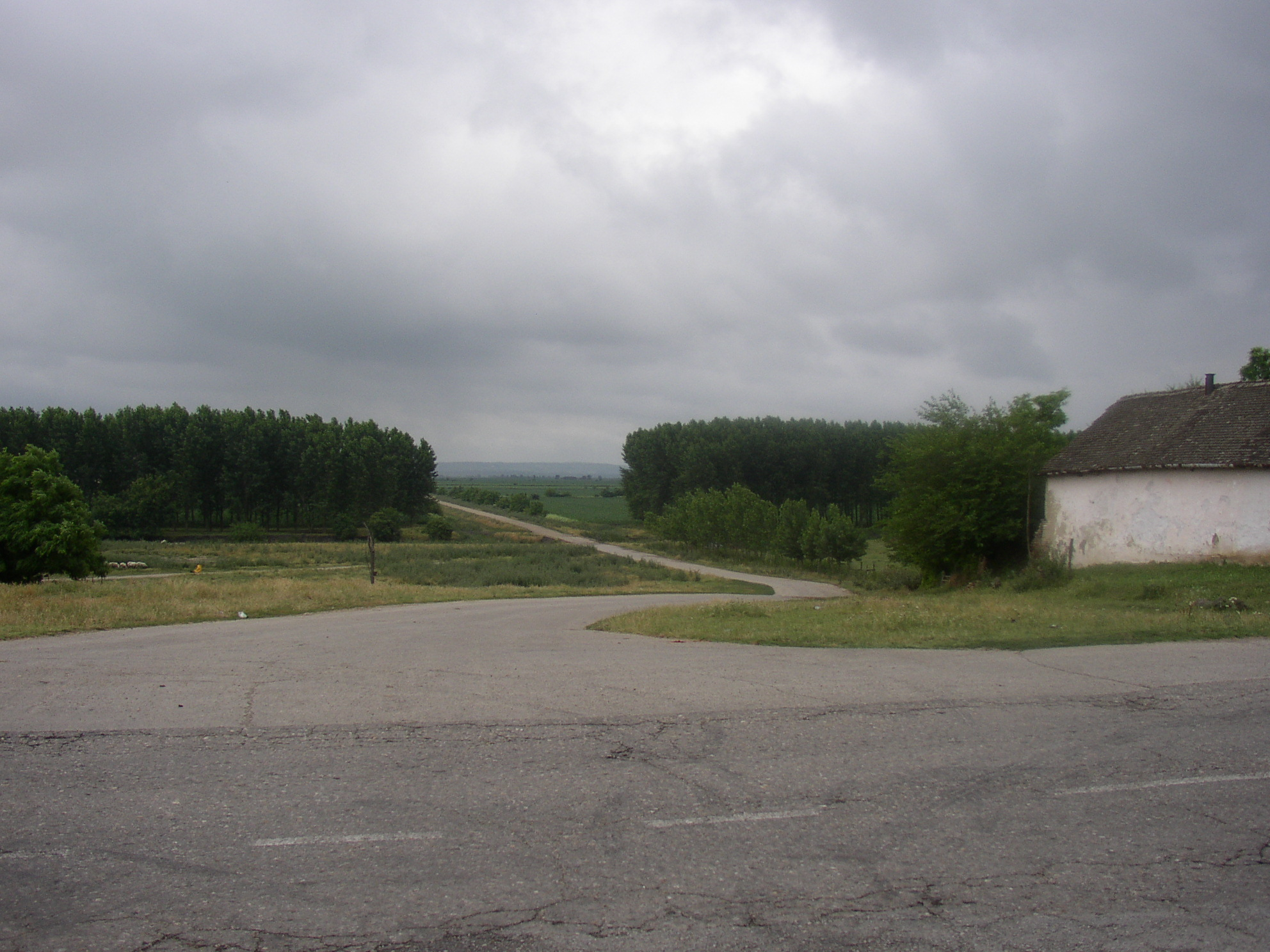
Letnia burza
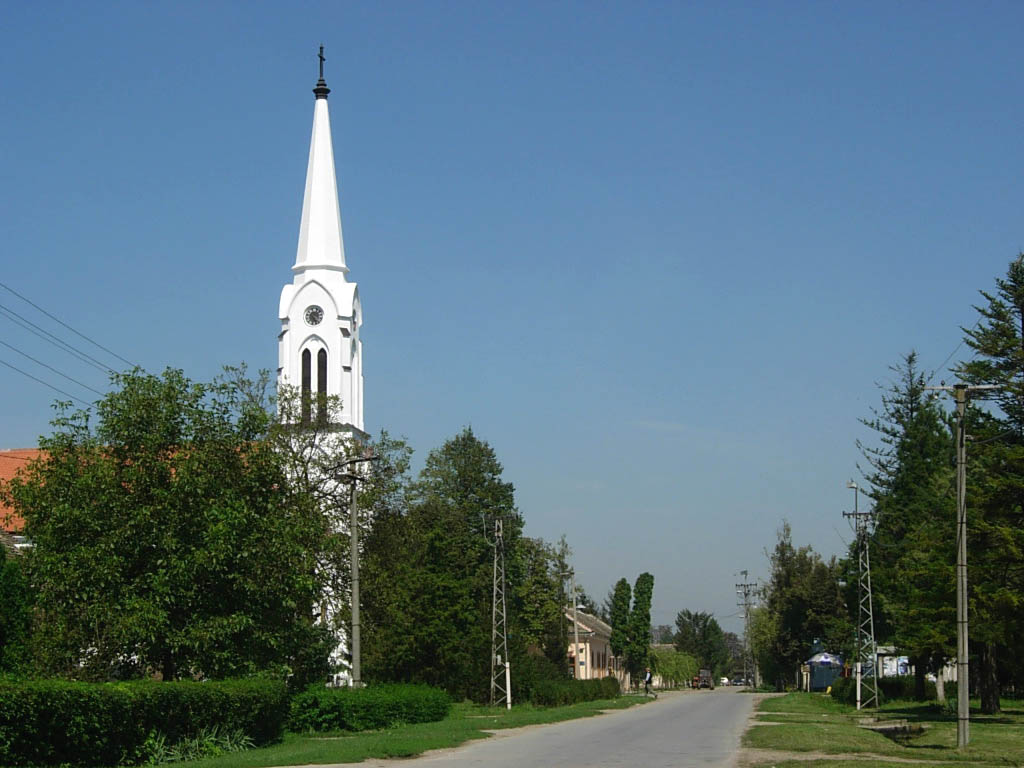
Kościół